# Sindangraja (Curugkembar)
Sindangraja is een bestuurslaag in het regentschap Sukabumi van de provincie West-Java, Indonesië. Sindangraja telt 5901 inwoners (volkstelling 2010).